# Чжоу Пэйшунь
Чжо́у Пэйшу́нь (кит. упр. 周培顺, пиньинь Zhōu Péishùn, р.8 марта 1962) — китайский тяжелоатлет, призёр Олимпийских игр.
Чжоу Пэйшунь родился в 1962 году в Тайчжоу провинции Цзянсу. В 1977 году вошёл в сборную провинции, в 1982 году — в национальную сборную. В 1981 году завоевал бронзовую медаль чемпионата мира среди юниоров, в 1984 году на Олимпийских играх в Лос-Анджелесе завоевал серебряную медаль в своей весовой категории.